# Виниры
Вини́ры — фарфоровые или керамические накладки, заменяющие внешний слой зубов. Они позволяют корректировать нарушения формы и цвета зуба, а также защищают зубы (например, при игре на духовых инструментах). Виниры изготавливаются в соответствии с формой, цветом зубов пациента и его пожеланиями.
Винир — это пластина толщиной от 0,2 мм, наклеивающаяся на лабиальную, то есть губную сторону зуба и выполняющая эстетическую, восстановительную, маскирующую, фонетическую и алиментарную функции. Композитная пластина — это органическая смола bisgma, наполненная керамическими или стеклянными микрочастицами. Пример керамической пластины — литий-дисиликатная стеклокерамика.
Для изготовления виниров чаще всего не требуется агрессивного препарирования эмали зуба, в некоторых случаях (микродентия или стёртость) возможно изготовление виниров без препарирования тканей зуба. При соблюдении окклюзионных и гнатологических принципов в клинике оператором и соблюдении всего технологического регламента в лаборатории инженером-техником данный метод реставрации имеет отдалённые прогнозы и может быть широко рекомендован к применению.

## Материалы и технология
Виниры бывают различных видов — композитные и керамические. Композитные виниры можно изготовить прямым (в кресле стоматолога в одно посещение) и непрямым (с участием зуботехнической лаборатории) способами.

### Керамические виниры
Керамические виниры изготавливаются из различных видов керамики. Чаще всего для этого используется полевошпатная керамика (фарфор) и стеклокерамика IPS Emax, реже керамические виниры делают из блоков диоксида циркония. Керамические виниры изготавливают только лабораторным способом. Сначала врач препарирует (обтачивает) зуб, затем получает оттиск зубов, который отправляется в зуботехническую лабораторию, где уже в течение двух недель пациенту изготовят постоянный керамический винир. Чтобы пациент не ходил с обточенными зубами, на время ожидания на зуб фиксируется временный винир из пластмассы. Ниже рассмотрены основные виды керамических виниров.

#### Виниры из полевошпатовой керамики (фарфора)
Первые керамические виниры начали делать именно из фарфора, так как этот вид керамики позволяет идеально имитировать оптические свойства зуба (оттенок и полупрозрачность эмали). Фарфоровые виниры обладают очень хорошей эстетикой — не хуже даже в сравнении с винирами из стеклокерамики E.max. Виниры из фарфора изготавливают тремя лабораторными способами. Во-первых, это метод послойного нанесения фарфоровой массы, когда после нанесения каждого слоя фарфора производят спекание фарфора при высокой температуре в специальной печи. Во-вторых, метод прессования фарфора в условиях высокого давления и температуры. Третий метод, который появился сравнительно недавно — это фрезеровка блоков полевошпатовой керамики (например, блоков «Vita Mark 2») на аппаратах типа CEREC (технология CAD/CAM).
При использовании фарфора лучшим из этих трёх методов будет являться прессованная керамика, так как виниры из неё обладают существенно большей прочностью. Прочность виниров на изгиб при послойном методе нанесения фарфора составляет только 50-75 МПа. При использовании метода прессования или CAD/CAM прочность на изгиб будет около 150 МПа. Последнего показателя вполне достаточно, если у клиента правильный прикус и нет вредных привычек, однако следующий вид керамики обладает ещё большей прочностью.

#### Виниры из стеклокерамики IPS Emax
Стеклокерамика IPS Emax (производитель Ivoclar Vivadent) состоит из кристаллов дисиликата лития, которые обладают таким же коэффициентом прозрачности, как и настоящая зубная эмаль, поэтому виниры из этого материала максимально похожи на настоящие зубы. Существует 2 вида материала IPS Emax. Во-первых, это материал Emax PRESS, который предназначен для изготовления виниров методом прессования. Виниры из этого материала являются самыми прочными — они имеют прочность на изгиб около 400 МПа, что практически полностью исключает риск сколов. Именно из Emax PRESS делают так называемые «тонкие виниры», которые имеют толщину всего 0,3-0,4 мм (стандартные керамические виниры имеют толщину 0,6-1,0 мм).
Второй вариант стеклокерамики IPS Emax — это материал E.max CAD, который выпускается в виде специальных блоков для фрезерования на станке с программным управлением типа CEREC (технология CAD/CAM). Такой же метод изготовления применяется и для следующего типа керамических виниров — виниров из диоксида циркония. Кстати, прочность виниров из материала E.max CAD также очень высока — около 360 МПа, но из этого материала можно делать виниры не тоньше 0,6 мм.

#### Виниры из диоксида циркония
Такие виниры делают из блоков диоксида циркония посредством их фрезерования (технология CAD/CAM). Прочность таких виниров сильно зависит от типа блоков диоксида циркония. Если используются блоки из так называемого сырого мягкого диоксида циркония, прочность виниров на изгиб будет около 900 МПа, однако такие виниры будут обладать плохой эстетикой, что связано с отсутствием прозрачности материала и его молочно-белым цветом. Если используются блоки диоксида циркония с добавлением иттрия, виниры из такого диоксида циркония получаются полупрозрачными и имеют хорошую эстетику, однако их прочность на изгиб будет уже меньше (около 550 МПа).
По эстетике виниры из диоксида циркония значительно уступают винирам из фарфора (полевошпатовой керамики), а также из материала IPS Emax. Клинические исследования (источник) показали, что наиболее близкими по уровню эстетики к стеклокерамике IPS Emax является материал Katana® UTML (Япония), далее идут материалы Katana® STML (Япония), BruxZir® Anterior или Prettau® Anterior (Германия).

### Композитные виниры
Композитный винир изготавливают двумя разными способами (методами).
- Изготовление винира прямо в полости рта. Служат от 3 до 5 лет. Чаще всего такие виниры применяют, если хотят улучшить один или два зуба из общего ряда. Для того, чтобы установить такой винир, врач стачивает тонкий слой эмали, далее, используя адгезивные системы, наслаивает композитный пломбировочный материал.
- Изготовление винира лабораторным методом. После снятия оттиска получают модель, затем моделируют винир и далее его полимеризуют в специальных полимеризационных печах. После этого винир, изготовленный в лаборатории, в клинике фиксируют на жидкотекучий композит. Преимуществом данного метода является более полная полимеризация композита и, как следствие, его усиленная прочность.

### Люминиры
Технология изготовления сверхтонких керамических виниров, запатентованная компанией Cerinate (США), получила название Lumineers. Данный вид виниров производится исключительно в лаборатории компании Cerinate, расположенной в штате Калифорния (США).
Преимуществом данного типа виниров перед классическими являются:
- неинвазивность — не требуется обточка твёрдых тканей зубов;
- повышенная эстетика в стиле так называемой «голливудской улыбки»;
- возможность удаления и замены установленных виниров без повреждения тканей зубов.

Не рекомендуется применять в случаях «пятнистой» или разноцветной эмали, так как люминир прозрачный.

## Показания и противопоказания к применению

### Показания
- щели и промежутки между зубами;
- искривлённая форма зуба;
- клиновидный дефект;
- стираемость зубов не более второй степени;
- трещины и сколы зубной эмали;
- изменение цвета зуба (травма, депульпированный зуб, флюороз, начальная стадия гипоплазии и пр.).

### Противопоказания
- неправильный прикус;
- отсутствие моляров;
- вторая и более степень стираемости зубов;
- наличие вредных привычек, способных повредить виниры;
- наличие пломбы на большей части зуба;
- высокая степень разрушения зуба;
- бруксизм.

## Достоинства и недостатки

### Достоинства
- Быстрота изготовления — в случае композитных виниров достаточно одного посещения;
- Долговечность, особенно при изготовлении керамических виниров;
- Отличный косметический эффект за счёт отсутствия металла и других непрозрачных материалов;
- Современные виниры пропускают свет, так что зубы выглядят естественно.

### Недостатки
- Малая прочность, особенно композитных виниров;
- Малая маскирующая способность при значительном изменении цвета зуба;
- Высокая цена керамических виниров;
- Обтачивание эмали необратимо. В случае полного снятия винира потребуется дополнительная реставрация зуба.